# 伊帕汀加體育會
伊帕廷加體育會，为巴西东南部米纳斯吉拉斯州伊帕廷加市的一个足球俱乐部。